# Launch control
Il launch control è un sistema elettronico di partenza che impedisce alle ruote dei veicoli di pattinare o alla motocicletta di impennare.

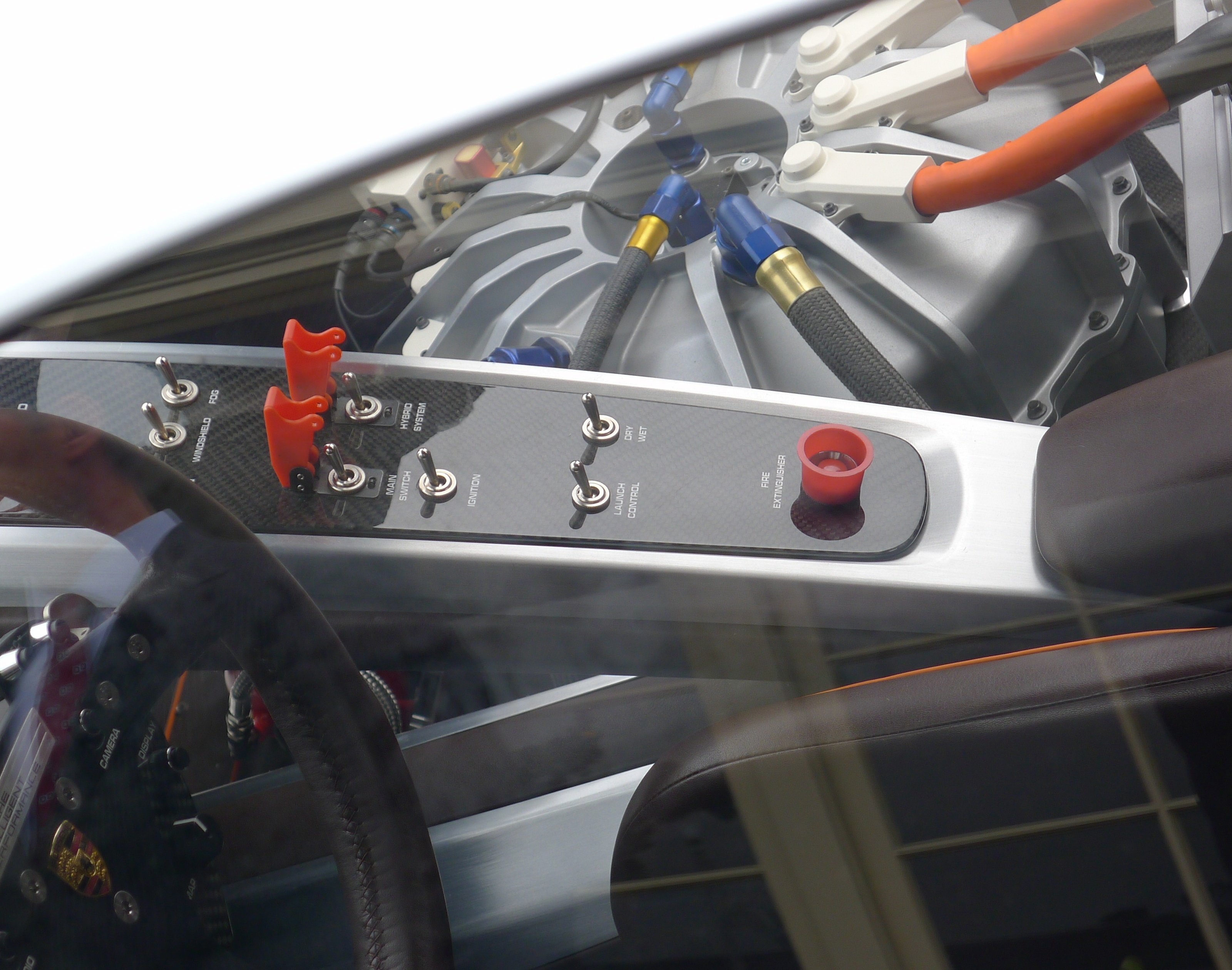
La console centrale di una Porsche 918 con il tasto del launch control.

## Funzionamento
Agisce riducendo il moto del pistone nel cilindro tramite la regolazione della combustione del gas; indipendentemente dal tipo di sistema, il launch control opera in modo da avere sempre il massimo della motricità e rappresenta, in pratica, un'evoluzione dell'antipattinamento. 
Il launch control è un sistema utilizzato prevalentemente nelle competizioni motoristiche come la Formula 1 in quanto, utilizzato in combinato con il traction control, permetteva di avere una carburazione più ricca nelle prime fasi di gara. In MotoGP un sistema paragonabile a quello del launch control è stato progettato dalla Ducati: la centralina del motore, essendo derivata dalla Formula 1, permetteva già la regolazione con una mappa dotata di memoria sufficiente a regolare in modo diverso tutte le marce.